# Wyeomyia codiocampa
Wyeomyia codiocampa är en tvåvingeart som beskrevs av Dyar och Frederick Knab 1907. Wyeomyia codiocampa ingår i släktet Wyeomyia och familjen stickmyggor. Inga underarter finns listade i Catalogue of Life.